# 2009 JF1
2009 JF1 — невеликий навколоземний об'єкт, що 2022 року має проминути Землю на відстані до 0,3 а. о. (45×106 км). 5 лютого 2022 року нове дослідження результатів спостереження за 2009 рік значно уточнило інформацію про цей об'єкт. Зокрема, шанс зіткнення його із Землею 6 травня 2022 року оцінили в 1 до 140 000. Астероїд має близько 10 метрів у діаметрі та є меншим за той, що впав неподалік Челябінська 2013 року. Його дуга спостереження дуже коротка — лише 1,2 доби, тож його не бачили з 2009 року. Математичне моделювання передбачило, що 6 травня 2022 він мав пролетіти на відстані близько 0,2 а. о. (30×106 км) від Землі, але похибка обчислень становила ±23×106 км (0,15 а. о.). Номінальне наближення до Землі передбачили на 15 травня 2022 року, але це проявилося лише в збільшенні яскравості астероїда до видимої зоряної величини 26. З оцінкою -4,41 за шкалою Палермо, ймовірність зіткнення все одно в 26000 разів нижча за рівень потенційної небезпеки для астероїдів такого розміру.
| Дата       | Ймовірність зіткнення, 1 до: | Номінальна геоцентрична відстань (а. о.) за даними JPL Horizons | Номінальна геоцентрична відстань (а. о.) за даними NEODyS | Номінальна геоцентрична відстань (а. о.) за даними MPC | Номінальна геоцентрична відстань (а. о.) за даними Find_Orb | Область похибки (3 сигми) |
| ---------- | ---------------------------- | --------------------------------------------------------------- | --------------------------------------------------------- | ------------------------------------------------------ | ----------------------------------------------------------- | ------------------------- |
| 06-05-2022 | 140000                       | 0,19 а. о. (28×106 км)                                          | 0,16 а. о. (24×106 км)                                    | 0,19 а. о. (28×106 км)                                 | 0,19 а. о. (28×106 км)                                      | ± 23 мільйони км          |

Приблизно через два місяці після наближення до Землі він увійде до перигелію (найближчої до Сонця точки), але час проходження перигелію відомий із точністю ±3 доби.